# طوم يونغ (لاعب كريكت)
توم يونغ (6 نوفمبر 1890 - 2 أبريل 1936) (بالإنجليزية: Tom Young)‏ هو لاعب كريكت بريطاني (وحمل سابقاً جنسية المملكة المتحدة لبريطانيا العظمى وأيرلندا). لعب مع نادي مقاطعة سومرست للكريكت ‏.